# Mammea glaucifolia
Mammea glaucifolia là một loài thực vật có hoa trong họ Calophyllaceae. Loài này được (H. Perrier) Kosterm. mô tả khoa học đầu tiên năm 1956.